# Grallistrix
Gallistrix es un género extinto de aves strigiformes de la familia Strigidae, que contiene cuatro especies, todas ellas endémicas del archipiélago hawaiano.
Grallistrix puede ser traducido vagamente como "búho sobre zancos". El taxón recibió esta denominación debido a las largas extremidades y los hábitos terrestres que desarrollarían sus miembros, en ausencia de mamíferos depredadores (pese a ello, no perdieron la capacidad de vuelo). Su alimentación consistía en aves más pequeñas, tales como mieleros hawaianos (integrantes de la subfamilia Carduelinae).
Las especies de este género nunca fueron vistas por científicos, y solo se conocen a través del registro subfósil.

## Especies
- Búho zancudo de Kauai (Grallistrix auceps)
- Búho zancudo de Maui (Grallistrix erdmani)
- Búho zancudo de Molokai (Grallistrix geleches)
- Búho zancudo de Oahu (Grallistrix orion)